# Pronotacantha annulata
Pronotacantha annulata är en insektsart som beskrevs av Philip Reese Uhler 1893. Pronotacantha annulata ingår i släktet Pronotacantha och familjen styltskinnbaggar. Inga underarter finns listade i Catalogue of Life.